# Al di là del lago (film 2009)
Al di là del lago è un film per la televisione, andato in onda il 22 aprile 2009 su Canale 5, con protagonisti Kaspar Capparoni, Gioia Spaziani, Roberto Farnesi e Anna Safroncik, con la regia di Stefano Reali.
Dal 30 dicembre 2010 viene mandata in onda un'omonima serie televisiva con gli stessi attori protagonisti.

## Trama
È la storia di un uomo (Kaspar Capparoni) che dopo un po' di anni torna dall'America, rientrando in Italia per la morte del suo miglior amico (Roberto Farnesi). Un tuffo nel passato che gli farà ritrovare il vero amore (Gioia Spaziani) e ritrovare se stesso.

## Ascolti
La prima visione del film del 22 aprile 2009 ha ottenuto l'ascolto di 5.665.000 telespettatori, e il 22,96% di share.

## Riprese
Il film è stato ambientato a Cerveteri, Vagli Sotto per alcune scene del lago, lago del Turano, Castel di Tora e Petrella Salto.